# Tolo Kalo
Tolo Kalo is een bestuurslaag in het regentschap Dompu van de provincie West-Nusa Tenggara, Indonesië. Tolo Kalo telt 1966 inwoners (volkstelling 2010).